# Alexander Hugo Bakker Korff

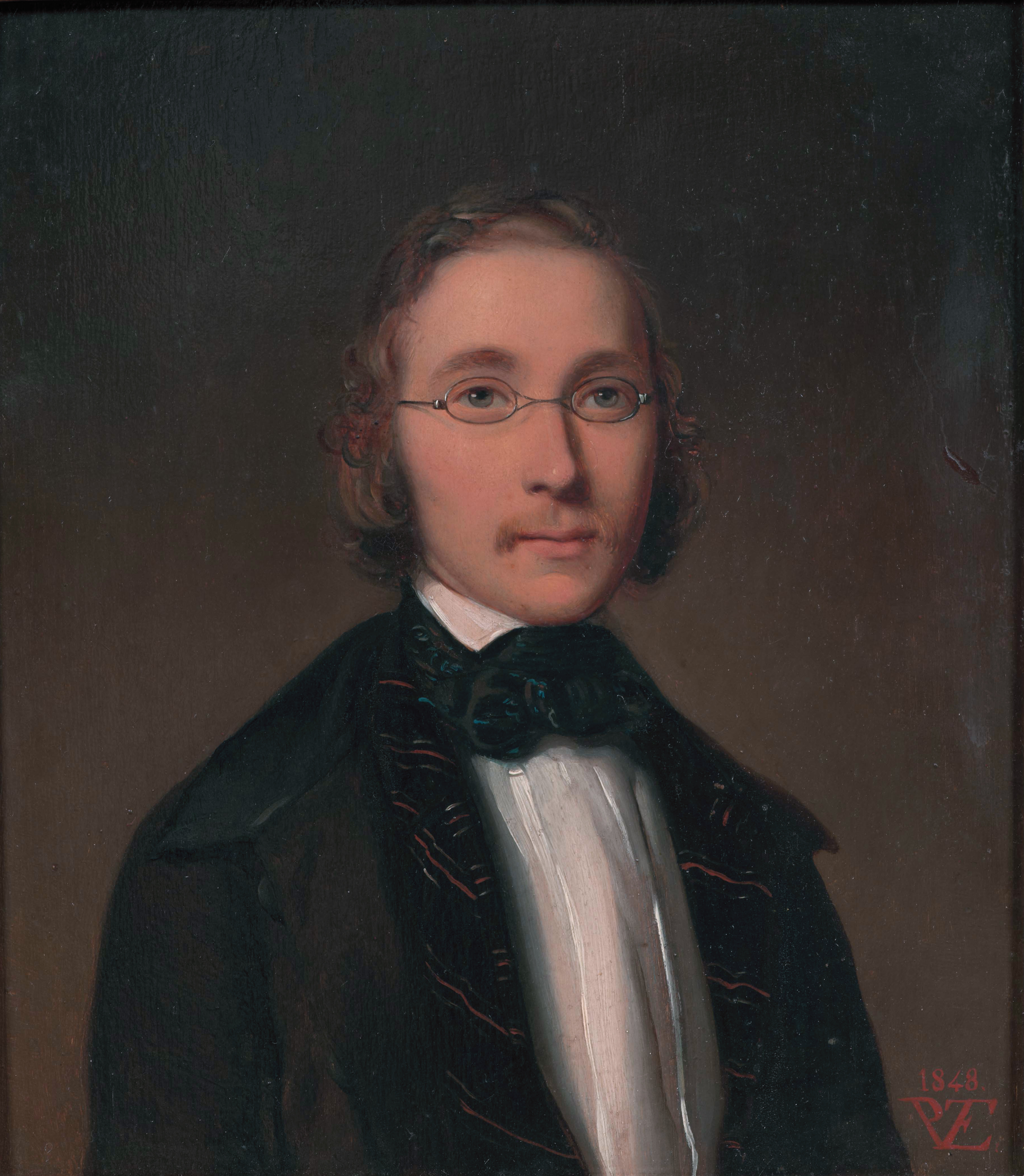
Alexander Bakker Korff, 1848 porträtiert von Paul Tétar van Elven

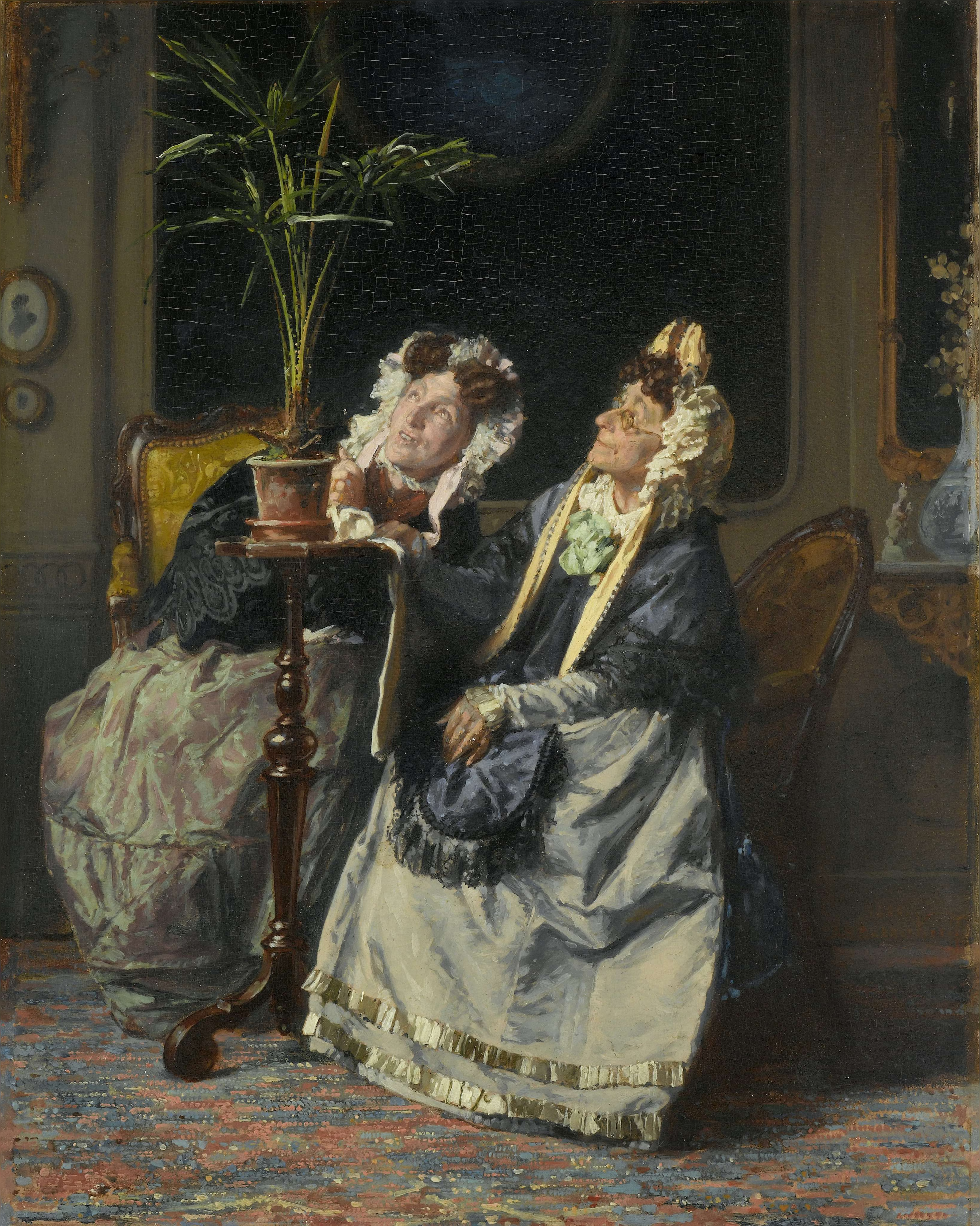
Unter der Palme (1880, Rijksmuseum Amsterdam)

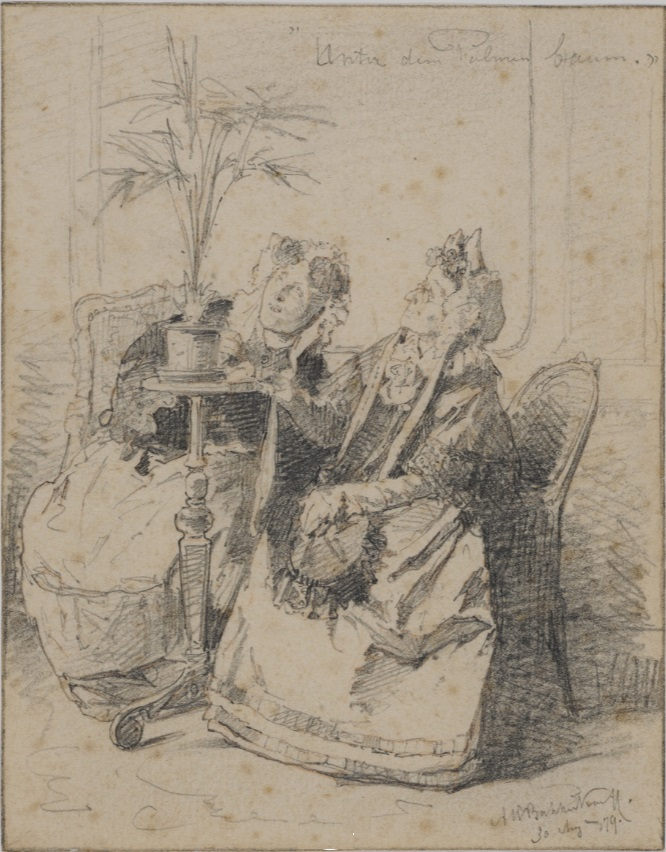
Entwurf zu obigem Gemälde (Bleistift)

Alexander Hugo Bakker Korff (* 31. August 1824 in Den Haag; † 28. Januar 1882 in Leiden) war ein niederländischer Maler.

## Leben
Alexander Bakker Korff, der Sohn des Juristen und Politikers Johannes Bakker-Korff (1789–1869)  und seiner Frau Neeltje Stark (* 1794 in Amsterdam), erlernte sein Handwerk zunächst in der Vaterstadt bei Cornelis Kruseman und bei Huib van Hove (1814–1864). Dann ging er an die Koninklijke Academie voor Schone Kunsten van Antwerpen und studierte dort bei Gustave Wappers und Nicaise de Keyser.
1856 ließ sich Alexander Bakker Korff in Leiden nieder, brach mit der akademischen Maltradition und porträtierte fortan beinahe ausschließlich ältliche Damen – zeitgemäß-gutbürgerlich kostümiert. Die mit Sorgfalt gemalten Kostümierungen jener Frauen und manchmal auch der witzig gewählte Bildtitel verhalfen ihm zu Popularität. Auf der Rückseite seines Bildes Unter der Palme habe er beispielsweise Heine zitiert:
Dort wollen wir niedersinken
Unter dem Palmenbaum.
Alexander Bakker Korff gehörte dem Pulchri Studio an. Zu seinen Schülern zählten Dirk Leonardus Kooreman (1857–1898), Jan Hendrik van Rossum du Chattel (1820–1878), Elias Stark (1849–1933), Jan Jacob Zuidema Broos (1833–1882) und Mathilde Tonnet (1843–1926).
Alexander Bakker Korff hatte zwei Geschwister – Ada Margaretha und Johannes.
Museen mit Werken von Bakker Korff:
- Rijksmuseum Amsterdam
- Teylers Museum in Haarlem
- Dordrechts Museum in Dordrecht
- Museum De Lakenhal in Leiden
- Frans Hals Museum in Haarlem.

## Ehrung
- 1870 den belgischen Leopoldsorden nach einer erfolgreichen Ausstellung in Brüssel
- Alexander-Bakker-Korff-Straße in Leiden